# قلعه کلیدبحر

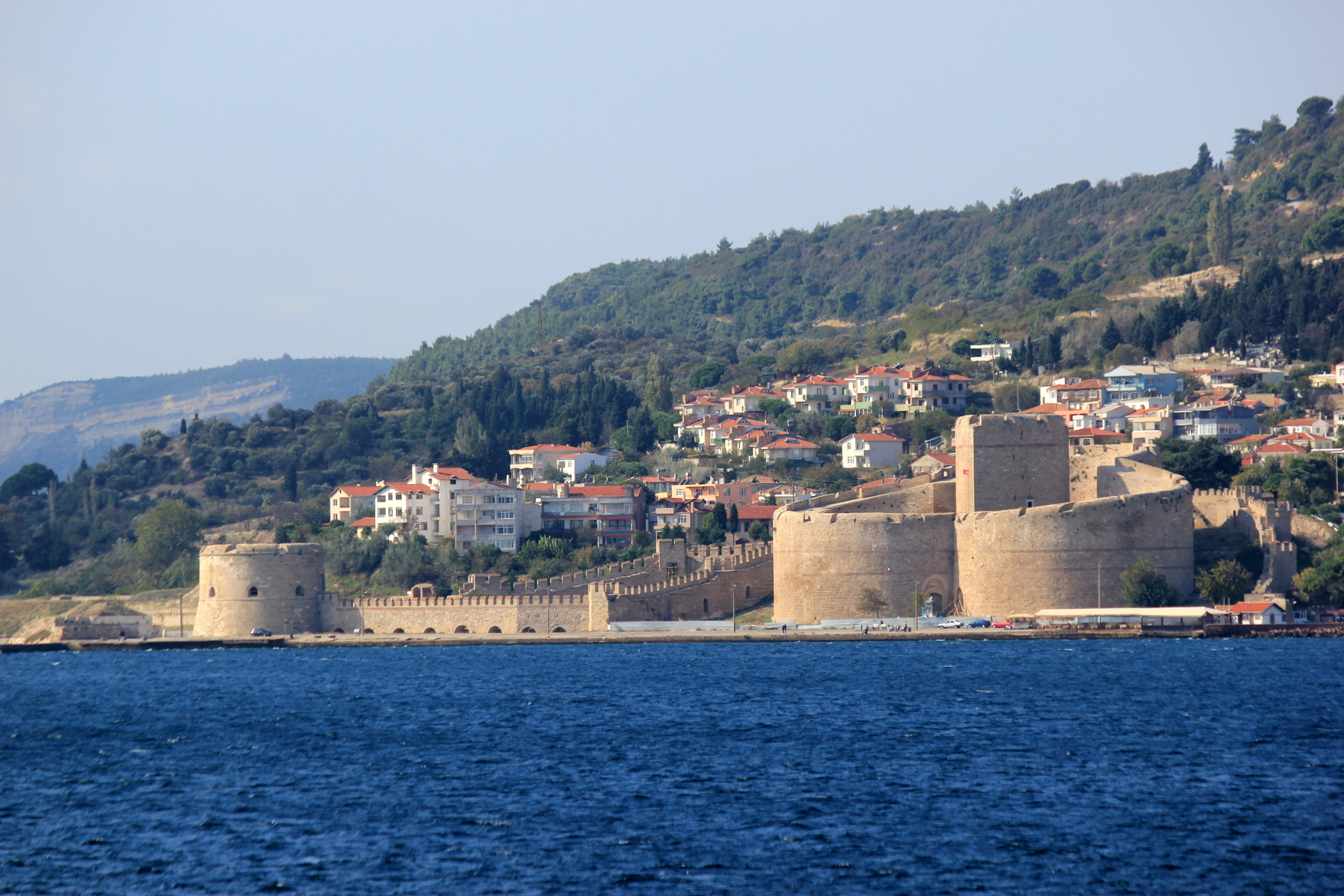

قلعه کلیدبحر (به ترکی: Kilitbahir Kalesi) قلعه‌ای در ضلع غربی تنگه داردانل، روبروی شهر چاناق‌قلعه است و قلعه سلطانیه (که نام چناق‌قلعه از آن گرفته شده است) قرار دارد. این دو قلعه توسط سلطان محمد فاتح در سال ۱۴۶۳ ساخته شد تا تنگه‌ها را در باریکترین نقطه خود کنترل کند. نام کلیدبحر، به معنی "کلید دریا" نشان دهنده این هدف دفاعی است.